# Great Barrington Declaration
The Great Barrington Declaration er et dokument udarbejdet af AIER American Institute for Economic Research i Great Barrington, Massachusetts, og underskrevet den 4. oktober 2020 af læge Martin Kulldorff (professor i medicin ved Harvard University - på orlov), epidemiolog Sunetra Gupta (professor i teoretisk epidemiologi ved University of Oxford) og epidemiolog Jay Bhattacharya (professor ved School of Medicine ved Stanford University).
Erklæringen anbefaler "målrettet beskyttelse" ('Focused Protection') for dem, der er i risikozonen i forbindelse med COVID-19-pandemien, samtidig med at de unge, og dem med lavere risiko for at dø, tillades at leve et normalt liv, indtil flokimmunitet er opnået gennem naturlig smitte. På denne måde skal kollaterale skader på samfundslivet og individ, som forårsages af lockdown/nedlukninger, undgås eller minimeres.
Erklæringen blev klart afvist af flertallet af eksperter. WHO, stemmer fra forskningen og det offentlige sundhedsvæsen kritiserer dele af Great Barrington-erklæringen: blandt andet konceptet med at udsætte mennesker med en lavere risiko for død for risikoen for infektion i pandemien for at opnå flokimmunitet er etisk problematisk og ikke videnskabeligt funderet.
Det tyske selskab for virologi anser også konceptet for at være uholdbart. På den anden side blev erklæringen godkendt af bots på sociale medier, hvilket indikerer en manipulation af debatten på bekostning af den videnskabelige konsensusudtalelse, der afviser flokimmunitetsstrategien i Great Barrington-erklæringen.
I den videnskabelige litteratur er Great Barrington-erklæringen blevet vurderet til at være en anti-videnskabelig desinformationskampagne af velorganiserede libertarianistiske kræfter.
Petitionen er sponsoreret af den libertarianistiske tænketank som er kendt for at benægte klimavidenskab og opfordrer til en flokimmunitetsstrategi mod COVID-19 fra et stort antal underskrivere, hvoraf mange ikke havde nogen relevant ekspertise, stemte på en flokimmunitetsstrategi, hvor pandemien stort set skulle løbe uhindret gennem befolkningen, og kun de, der er særligt udsatte, skal (angiveligt) beskyttes. Faktisk er en sådan position imidlertid afvist af flertallet af eksperter og klassificeres også som simpelthen "uetisk" af Verdenssundhedsorganisationen. 

## Indhold
Forfatterne og underskriverne af GBD-erklæringen er særligt modstandere af lockdowns som et middel til at bekæmpe pandemien, idet de hævder, at de har "ødelæggende virkninger på kort og lang sigt" på befolkningens sundhed. Som udgangspunkt for disse overvejelser nævnes følgende uønskede konsekvenser af den hidtidige inddæmningsstrategi: en lavere vaccinationsrate blandt børn, dårligere forløb af hjerte-kar-sygdomme, færre undersøgelser for kræft og konsekvenserne for mental sundhed. Forfatterne konkluderer, at dette vil resultere i øget dødelighed i fremtiden. Lukningen af skolerne repræsenterer en uretfærdighed. Konsekvenserne af nedlukningerne ville ramme lavere sociale klasser og den yngre generation hårdest.
I modsætning hertil foreslår forfatterne at tillade ikke-sårbare personer med en lavere risiko for at dø at fortsætte deres 'normale' liv, mens de kun overholder simple hygiejneforanstaltninger såsom at vaske hænder. GBD-erklæringen giver ingen udtalelse om mundbind eller masker. Den bedste beskyttelse for risikogrupper er den flokimmunitet der kan opnås. Indtil flokimmunitet er opnået, bør politiske tiltag fokuseres på den bedst mulige beskyttelse af de truede befolkningsgrupper (fokuseret beskyttelse) . Som tiltag nævnes at sikre gennem brug af PCR-tests, at udsatte mennesker på plejehjem ikke kommer i kontakt med syge medarbejdere eller besøgende. Folk, der er i farezonen derhjemme, bør have dagligvarer og andre vigtige varer leveret til deres hjem.

## Modtagelse
WHO kritiserer konceptet med at opnå flokimmunitet udelukkende gennem ukontrolleret spredning af patogener, da det ikke er bevist, at der kan opnås permanent immunitet mod virussen. Desuden ved man for lidt om virussen og i særdeleshed om de langsigtede konsekvenser, selv efter infektionen er overvundet. Denne tilgang er derfor uetisk og uacceptabel.
Med John Snow Memorandum (de) offentliggjorde over 80 videnskabsmænd og eksperter et memorandum i The Lancet den 15. oktober 2020 , som beskriver beskyttelse af kun sårbare befolkningsgrupper som en farlig fejltagelse og i stedet fortsætter med at opfordre til beskyttelse af alle befolkningsgrupper, indtil en vaccine bliver tilgængelig.
Underskriverne Kulldorff, Gupta og Bhattacharya understreger, at de handlede uafhængigt af interessekonflikter; der påpeges dog, at American Institute for Economic Research betragtes som en libertariansk tænketank, der tidligere havde været stærkt imod foranstaltningerne til at bekæmpe pandemien. American Institute for Economic Research er delvist finansieret af Charles Koch Foundation , som også sår tvivl om menneskeskabte klimaændringer .
Det tyske Gesellschaft für Virologie kritiserede, at en "massesmitning" ikke kun ville påvirke sundheden for dem, der ikke er beskyttet på lang sigt, men også forårsage økonomisk skade. Derudover er det ikke muligt at opdele befolkningen i personer med ikke-risiko- og risikofaktorer, på grund af de mange faktorer, der påvirker disse, og beskyttelsen af udsatte personer, når antallet af infektioner i samfundet er højt og ikke er en ønskværdig strategi for samfundet. Snarere har flere lande vist, at bred inddæmning er "den bedste måde".
Anthony Fauci som er direktør for National Institute of Allergy and Infectious Diseases (en) mener, at ideen om at skabe flokimmunitet gennem ukontrolleret smitte er absurd og farlig; dette ville resultere i mange dødsfald, der kunne forebygges. Han antager, at i USA er en tredjedel af befolkningen sårbar og vil udvikle mere alvorlige symptomer på COVID-19. Han anser det ikke for muligt at beskytte disse udsatte grupper, herunder dem, der ikke bor på faciliteter som plejehjem. 
Den tyske virolog Christian Drosten (de) vurderer, at Great Barrington-erklæringen er desinformation fra falske eksperter i betydningen af videnskabelig benægtelse (en). Han peger blandt andet på, at initiativtagerne er "en gruppe af pseudo-eksperter", som ikke har nogen relevant specialistekspertise inden for virologi, men alligevel udtaler sig offentligt om infektionsepidemiologiske emner. Han lavede også en sammenligning med erklæringen offentliggjort i 2020 af National Association of Lovpligtige Sygesikringslæger, som han holdt medansvarlig for en kraftig stigning i antallet af inficerede og indlagte personer i Tyskland i slutningen af 2020. Dette var en "tysk version af Great Barrington Declaration", et holdningspapir, der faktisk "skulle repræsentere holdningen fra videnskab og lægestand”, men faktisk “kun gengav udtalelsen fra nogle få”, der “krævede individuelt ansvar i stedet for forbud uden videnskabelig begrundelse”.
Martin McKee (en) og David Stuckler skrev i The BMJ bl.a. med henvisning til Lancet-papiret citeret ovenfor, at erklæringens tilgang var "dybt mangelfuld", og at dens tilhængere havde undladt at give nogen argumenter for, hvordan man effektivt kunne isolere op til 40% af befolkningen. De henviste også til dommen fra præsidenten for det britiske akademi for medicinske videnskaber om, at forslagene i udtalelsen var "uetiske og simpelthen ikke mulige". Problemet er, at underskrivelsen af velmenende videnskabsmænd og læger giver indtryk af, at videnskaben har delt sig i to lige store, konkurrerende lejre, hvilket underminerer tilliden til videnskaben. I den forbindelse peger de på ligheden mellem tilgangen til at rejse tvivl om klimaændringer eller rygningens skadelighed, som andre har påpeget.
Martin Eichner, professor ved Eberhard Karls Universitet i Tübingen, kritiserer svagheder i udviklingen af konceptet. I flergenerationshusstande ser han kun ringe mulighed for at reducere risikoen for infektion. Desuden kunne smitten lettere føres til ældre- og plejehjem på grund af den forventede højere forekomst i befolkningen; PCR-test kan ikke forhindre dette i alle tilfælde.
Ansgar W. Lohse, infektionslæge og klinikdirektør ved Eppendorf Universitetshospital i Hamborg, har tilsluttet sig GB-erklæringen. I et interview med Hamburger Abendblatt siger han, at der er brug for flokimmunitet. Spørgsmålet er kun, om dette vil blive opnået gennem en vaccinationsstrategi alene eller gennem udbredte infektioner. Efter hans mening giver en kombination af begge den bedste beskyttelse. Risikogrupperne skal beskyttes særligt. GB-erklæringen kræver ikke andet.
Dokumentet fik også bifald i en leder af Wall Street Journal i 2020.
Få dage efter offentliggørelsen mødtes Trumps administrationsrådgiver om COVID-19 Scott Atlas og sundhedsminister Alex Azar med forfatterne. Azar annoncerede dette møde på Twitter og sagde, at han havde hørt stærke akademiske kilder, der støtter Trump-administrationens politik om at beskytte de sårbare, med åbne økonomier og skoler. Floridas guvernør Ron DeSantis mødtes også med Bhattacharya, Gupta og Kuhldorff i september 2020.  Anonyme kilder i Det Hvide Hus rapporterede, at regeringen forberedte sig på at implementere flokimmunitetskonceptet skitseret i GBD-erklæringen,  Scott Atlas afviste senere denne påstand.